# Meiothecium wattsii
Meiothecium wattsii là một loài Rêu trong họ Sematophyllaceae. Loài này được (Broth.) Broth. mô tả khoa học đầu tiên năm 1908.